# Antarctothoa haywardi
Antarctothoa haywardi is een mosdiertjessoort uit de familie van de Hippothoidae. De wetenschappelijke naam van de soort is voor het eerst geldig gepubliceerd in 2009 door Kuklinski & Barnes.